# Kádár Zoltán (művészettörténész)
Kádár Zoltán (Sepsiszentgyörgy, 1915. július 24. – Budapest, 2003. március 17.) művelődéstörténész, régész, egyetemi tanár, művészettörténész. A művészettörténeti tudományok kandidátusa (1958), a művészettörténeti tudományok doktora (1980).

## Életpályája
Szülei Kádár Károly állami gazdasági felügyelő és Barabás Lenke voltak. Elemi és középiskolai tanulmányait Szolnokon végezte el; 1933-ban érettségizett a Verseghy Ferenc Gimnáziumban. 1933–1938 között a Pázmány Péter Tudományegyetem Bölcsészettudományi Karán bölcsészdoktori oklevelet kapott. 1936–1937 között a Magyar Történeti Múzeum Régészeti Osztályán gyakornok volt. 1937–1938 között az Országos Magyar Szépművészeti Múzeum Könyvtára gyakornoka volt. 1939–1942 között a Magyar Történeti Múzeum Műemlék-nyilvántartásának ösztöndíjasa volt. 1939–1940 között Olaszországban volt tanulmányúton. 1944–1948 között az Országos Magyar Iparművészeti Iskola előadó tanára volt. 1947-ben a klasszikus és ókeresztény római művészet tárgykörben magántanári képesítést szerzett. 1947–1952 között a Debreceni Egyetem, illetve a Kossuth Lajos Tudományegyetem Bölcsészettudományi Karának Ókortörténeti, illetve Klasszika-filológiai Tanszék magántanára, 1948–1953 között intézeti tanára, 1953–1976 között tanszékvezető egyetemi docense volt. 1955–1956 között az MTA–TMB aspiránsa volt. 1955–1974 között az Alföld című lapban jelentek meg művei. 1967-től a Magyar Régészeti Társaság és a Magyar Ókortudományi Társaság tagja volt. 1970-től a Magyar Tudományos Akadémia Művészettörténeti Bizottságának tagja volt. 1971-től a Magyar Orvostörténelmi Társulat vezetőségi tagja volt. 1980–1990 között a Biológiai Tudománytörténeti Albizottságának elnöke volt. 1991-től a Bizantinológiai Munkabizottság elnöke volt. 2002-től a Szent István Tudományos Akadémia tagja volt.

### Munkássága
Kutatási területe az ókori Pannónia művészeti emlékei, az ókeresztény ikonográfia és szobrászat, majd érdeklődése a bizánci művészet felé fordult. Új eredményeket ért el a klasszikus görög és bizánci tudományos munkák illusztrációinak komplex filológiai, művészeti, művelődéstörténeti, zoológiai és etnográfiai feldolgozása terén. Bebizonyította e művek antik előképeit, tisztázta a formai átvétel útját és főbb vonásait. Különösen értékes tudománytörténeti tevékenysége: a korabeli illusztrációk vizsgálata nyomán megkezdte a magyar biológia- és orvostörténet kultúrtörténeti vonatkozásainak és a korabeli magyar tudományosság nemzetközi kapcsolatainak feltárását. 

## Művei
- Pannonia ókeresztény emlékeinek ikonográfiája. Egyetemi doktori értekezés is. 4 táblázattal. (Regnum. Egyháztörténeti évkönyv, 1939; és külön: Budapest, 1939)
- A Triumphus-eszme a pécsi ókeresztény héroon egyik freskóján (Regnum. Egyháztörténeti évkönyv, 1941)
- Pannonia ókeresztény művészetének viszonya az ókor és középkor triumfális művészetéhez (Gerevich Emlékkönyv. Budapest, 1942)
- A népiség és az új magyar képzőművészet (Válasz, 1946)
- Agnus Dei vagy Leo Diaboli. Adatok a zalaháshágyi timpanon domborművének ikonográfiájához (Antiquitas Hungarica, 1947)
- A legkorábbi egri kályhacsempék (Archaeologiai Értesítő, 1949)
- A debreceni könyvkötő-céh művészete (Szabad Művészet, 1949)
- A somogyvári Sámson-dombormű (Archaeologiai Értesítő, 1950)
- Palmyrai emlékek az Országos Magyar Szépművészeti Múzeumban (Antik Tanulmányok, 1955; franciául: Acta Antiqua, 1955)
- Savariai szobrászat a principátus idején, különös tekintettel ikonográfiai vonatkozásaira (Kandidátusi értekezés; Budapest, 1957)
- Bizánci emlékek Magyarországon (Magyarország régészeti leletei; Budapest, 1957)
- Három római császárkori arcképszobor a Déri-gyűjteményben. 6 táblával. (A Debreceni Déri Múzeum Évkönyve. 1957. Debrecen, 1958)
- Szép Heléna története egy szombathelyi sírkövön (Vasi Szemle, 1958)
- Savaria (Balla Lajossal; Műemlékeink. 20. Budapest, 1958)
- Három hellenisztikus–római „istenarckép” a Déri-gyűjteményből. 10 táblával. (A Debreceni Déri Múzeum Évkönyve. 1958. Debrecen, 1959)
- Ókeresztény és korabizánci művészet (A TIT József Attila Szabadegyetemének előadásai. Művészettörténet. Budapest, 1959)
- Bizánci művészet. 565–1453. (A TIT József Attila Szabadegyetemének előadásai. Művészettörténet. Budapest, 1959)
- Venus Victrix ábrázolása a császári érmeken (Numizmatikai Közlöny, 1959/60)
- L. Aelius Caesar arcképszobra Savariában (Archaeologiai Értesítő, 1960)
- Adatok a Duna vidéki késő antik ezüstedények problematikájához (Folia Archaeologica, 1960)
- Anaximandrosz, az evolúciós gondolkodás úttörője (Természettudományi Közlöny, 1960)
- C. Sempronius Marcellinus savariai sírköve (Archaeologiai Értesítő, 1961)
- Hellenisztikus–római oltár a Déri-gyűjteményből. 2 táblával (A Debreceni Déri Múzeum Évkönyve. 1960. Debrecen, 1961)
- Középkori művészet Kelet-Európában (A TIT József Attila Szabadegyetemének előadásai. Művészettörténet. Budapest, 1961)
- Szombathely (Horváth Tibor Antallal, Géfin Gyulával; Magyar műemlékek. Budapest, 1961)
- A pannóniai Róma-kultusz történetéhez. Az aquincumi ún. Venus Victrix ikonográfiai és történeti problémái (Budapest Régiségei, 1962)
- A „Saeculum fruguferum” a katonacsászárok pénzein. 1–2. (Numizmatikai Közlöny, 1962/63)
- Adatok Róma istennő kultuszához Pannóniában (Budapest régiségei. 20. Budapest, 1963)
- A szentendrei scrinium ábrázolásai a későantik császárkultusz vonatkozásában (Folia Archaeologica, 1963)
- Manule Philés tankölteményei a selyemhernyóról (Acta Classica Universitatis Scientiarum Debreceniensis, 1965)
- A kazárok történetének eső összefoglalása (Erdélyi Istvánnal, Ojtozi Eszterrel; Archaeologiai Értesítő, 1965)
- A II. századi savariai mitologikus sírkövek ikonográfiájáról (Savaria. A Vas megyei múzeumok értesítője, 1965)
- Állatábrázolások az ezeréves Róma pénzein (Numizmatikai Közlöny, 1965/66)
- Zsámboki „Icones… medicorum…” orvosportréinak hitelességéről, különös tekintettel a Dioscorides arckép mintaképére (Orvostörténeti Közlemények, 1966)
- A Debrecenben talált közel-keleti bronz lószobrocska (A Debreceni Déri Múzeum Évkönyve. 1966. Debrecen, 1967)
- A ságvári későrómai szinkretisztikus ábrázolású ládaveret (Archaeologiai Értesítő, 1968)
- Az esztergomi oroszlános freskók eredetéről (A Komárom Megyei Múzeumok Közleményei, 1968)
- A biológiai-orvosi könyvillusztráció születése (Magyar Könyvszemle, 1969)
- Dioscorides: Materia Medica három bizánci kézirata miniatúráinak összehasonlító vizsgálata és azok tudományos jelentőségük (Acta Biologica Debrecina, 1970)
- Dürer állattani megfigyelései. Születésének 500. évfordulójára (Búvár, 1971)
- Állattani megfigyelések Marco Polo útleírásaiban (Természet Világa, 1972)
- Az első illusztrált magyar nyelvű mammológia (Frivaldszkya. Tudomány- és könyvtörténeti folyóirat, 1974)
- A debreceni rézmetsző diákok (Confessio, 1974)
- A királyi szekeret húzó szarvas ikonológiája (Janus Pannonius. Tanulmányok. Szerkesztette: Kardos Tibor, V. Kovács Sándor. Budapest, 1975)
- Római kori plasztika Pannóniában. I–III. század. (Archaeologiai Értesítő, 1977)
- A nagyszentmiklósi kincs állatábrázolásai. (László Gyula: A nagyszentmiklósi kincs. Budapest, 1977)
- Száz éve született Nopcsa Ferenc (Nagy István Zoltánnal; Állattani Közlemények, 1978)
- Gorka Sándor jelentősége a természettudományos ismeretterjesztésben (Természet Világa, 1978)
- Sárkányok újjászületése (Gyorsuló idő. Budapest, 1978)
- Világi festészet a Bizánci Birodalomban. 395–1456. Monográfia és doktori értekezés is. (Budapest, 1978)
- A ciprusi kultúra emlékei (Természet Világa, 1979)
- Linné állattani nézeteinek fejlődéséről (Állattani Közlemények, 1980)
- A zoológiai illusztráció kezdetei hazánkban (Előadások Haiman György tipográfus és könyvtervező kiállítása alkalmából. Debrecen, 1980. május 6. Szerkesztette: Csűry István. Debrecen, 1980)
- Állatok sziklaképei az elsivatagosodó Líbiában (Természet Világa, 1980)
- Lamarck és a magyar élettudomány (Állattani Közlemények, 1981)
- Orvosi könyvillusztrációk a 15–18. században (Szlatky Máriával; Orvosi Hetilap, 1981. 12.)
- Antik természettudomány (Monográfia; Szabó Árpáddal. 16 táblával; Budapest, 1984)
- Bél Mátyás „De re rustica” című művének jelentősége a Kárpát-medence faunájának kutatásában (Állattani Közlemények, 1985)
- Humboldt magyar kapcsolatai (Természet Világa, 1985)
- 200 éve született James Audubon – Lambrecht Kálmán (Természet Világa, 1986)
- Barabás Sándor, Herman Ottó gyűjtőtársa (A miskolci Herman Ottó Múzeum Közleményei, 1987)
- A Hagia Szophia (Németh Györggyel, Tompos Erzsébettel. Illusztrálta: Balogh István 32 táblával. (Remekművek. Budapest, 1987)
- Bizánci művészet (Monográfia; illusztrálta: Kiss Gabriella 8 táblával. (Budapest, 1987)
- Hazánk madarai 300 év távlatából (Búvár, 1988)
- Teleki Sámuel expedíciójának állattani eredményei (Földrajzi múzeumi tanulmányok, 1988)
- Száz éve született Géfin Gyula (Archaeologiai Értesítő, 1989)
- Emlékezés Pongrácz Sándorra (Állattani Közlemények, 1990)
- Egy nyugtalan szellem: Dapsy László (Természet Világa, 1991)
- A „Dukasz-korona” ikonográfiája és ikonológiája (Egyházak a változó világban. A nemzetközi egyháztörténeti konferencia előadásai. Szerkesztette: Bárdos István, Beke Margit; Tatabánya, 1991)
- Száz éve született Járdányi-Paulovics István (Archaeologiai Értesítő, 1992)
- Bíborbanszületett Konstantin és az orvosi tudományok (Orvosi Hetilap, 1992. 42.)
- Az élővilág megismerésének kezdetei hazánkban. A magyar biológia rövid kultúrtörténete a reformkorig (Monográfia; Priszter Szaniszlóval; Budapest, 1992)
- A bizánci művészet első aranykora (Miskolci Parthenon-tanulmányok. Miskolc, 1992)
- Lenhossék József a makrokefáliáról (Orvosi Hetilap, 1993. 52.)
- Csörgey Titusz szerepe a magyar madártani illusztráció fejlődésében (Aquila, 1993)
- Bacchikus kocsi tigrisekkel Szlavóniából (Archaeologiai Értesítő, 1994)
- Az Állattani Szakosztály első tisztikara (Állattani Közlemények, 1994)
- Marsili, a Duna-medence élővilágának első monográfusa (Valóság, 1995)
- Emlékőrző sziklarajzok a Szaharában (Természetbarát, 1995)
- A Kárpát-medence élő kincsei Oláh Miklós Hungária című művében (Magyar Tudomány, 1995)
- Sárvári Pál és a winckelmanni útmutatás művészetpedagógiánk módszerének megteremtésében (Valóság, 1995)
- Az élettelen és az élő természet viszonya Seneca „Naturales questiones” című művében (Existentia, 1996)
- Kétszáz éve született Charles Lyell (Természet Világa, 1997)
- Az őseinket fogadó állatvilág: jávorszarvas, őstulok, hód. (Természetbarát, 1997)
- Katonai kórházak Pannóniában (Orvosi Hetilap, 1997. 12.)
- Fülep Lajos és Friedrich Nietzsche (Valóság, 1997)
- Orvosok a római kor társadalmában (História, 1998)
- Háromszáz éve született S. B. Albinus, az anatómia megújítója (Orvosi Hetilap, 1998. 36.)
- Fáy Aladár művészi életútja (Fáy Aladár élete és művészete. Összeállította: Fáy Árpád, Fáy Csaba, Fáy Ildikó; Budapest, 1998)
- Puer ludens. A konstantinápolyi Nagy Császári Palota padlómozaikjának ikonológiájáról (A középkor szeretete. Történeti tanulmányok Sz. Jónás Ilona tiszteletére. Szerkesztette: Klaniczay Tibor, Nagy Balázs. Budapest, 1999)
- A tengerek titkainak első megfigyelői (Természet Világa, 1999)
- Trópusi expedíció kétszáz évvel ezelőtt. Alexander von Humboldt és Aimé Bompland útja Latin-Amerikában (Természet Világa, 2000)
- Az egyszarvú és egyéb állatfajták Bizáncban (tanulmányok; Tóth Annával; Budapest, 2000)
- Sárvári Pál és a klasszicizmus művészetszemlélete (Ars Hungarica, 2001)
- „Dániel az oroszlánveremben” a pannóniai ókeresztény művészet ábrázolásának tükrében (In virtute spiritus. A Szent István Akadémia tiszteletkönyve Paskai László bíboros tiszteletére (Szerkesztette: Stirling János; Budapest, 2003)

## Díjai
- Ipolyi Arnold-emlékérem (1973)
- Zsámboky János-emlékérem (1979)
- Magyar Arany Érdemkereszt (1996)[4]